# 1890'erne
Århundreder: 18. århundrede – 19. århundrede – 20. århundrede
Årtier: 1840'erne 1850'erne 1860'erne 1870'erne 1880'erne – 1890'erne – 1900'erne 1910'erne 1920'erne 1930'erne 1940'erne
År: 1890 1891 1892 1893 1894 1895 1896 1897 1898 1899
Begivenheder
Personer